# Ranis
Ranis é uma cidade da Alemanha localizada no distrito de Saale-Orla, estado da Turíngia. Está situada 15 km a leste de Saalfeld e 30 km ao sul de Jena.
A cidade de Ranis é membro e sede do Verwaltungsgemeinschaft (plural: Verwaltungsgemeinschaften - português: corporações ou corpos administrativos centrais) de Ranis-Ziegenrück.
Mas também e um nome muito comum em algumas regiões do mundo, indica um rei ou imperador.

## Demografia
Evolução da população (a partir de 1994, em 31 de dezembro de cada ano):
| - 1831 - 928 - 1994 - 1.972 - 1995 - 1.981 - 1996 - 1.960 | - 1997 - 2.060 - 1998 - 2.060 - 1999 - 2.052 - 2000 - 2.025 | - 2001 - 2.034 - 2002 - 2.027 - 2003 - 2.017 - 2004 - 1.982 |

 Fonte a partir de 1994: Thüringer Landesamt für Statistik
|  |